# 1530年
| 千纪： | 2千纪 |
| 世纪： | 15世纪 \| 16世纪 \| 17世纪                                                                                 |
| 年代： | 1500年代 \| 1510年代 \| 1520年代 \| 1530年代 \| 1540年代 \| 1550年代 \| 1560年代                           |
| 年份： | 1525年 \| 1526年 \| 1527年 \| 1528年 \| 1529年 \| 1530年 \| 1531年 \| 1532年 \| 1533年 \| 1534年 \| 1535年 |
| 纪年： | 庚寅年（虎年）；明嘉靖九年；越南大正元年；日本享祿三年                                                     |

## 大事记
- 明世宗尊孔子為至聖先師。
- 明世宗建成地壇，與天壇遙相對應。
- 查理五世加冕為神聖羅馬帝國皇帝。
- 上杉朝興於小澤原之戰敗給北條氏綱的嫡男北條氏康。
- 醫院騎士團奉教皇克雷芒七世和神聖羅馬帝國皇帝查理五世的命令入駐馬爾他。
- 葡萄牙派德·苏沙带领约400人到巴西拓殖。

## 出生
- 8月13日－上杉謙信，日本戰國時代名將。（1578年逝世）。
- 8月25日－伊凡四世，莫斯科大公，俄罗斯历史上第一位沙皇（1584年逝世）。

## 逝世
- 昆廷·马赛斯（英语：Quentin_Massys）,安特卫普画家。